# Cubelles, Haute-Loire
Cubelles là một xã thuộc tỉnh Haute-Loire nam trung bộ nước Pháp. Xã Cubelles, Haute-Loire nằm ở khu vực có độ cao trung bình 960 mét trên mực nước biển.